# Zwei Qiaos
Die zwei Qiaos sind literarische Figuren in Luo Guanzhongs Roman Die Geschichte der Drei Reiche. Sie sind die Töchter von Qiao Xuan und gelten als große Schönheiten des kaiserlichen Chinas. Weil ihre Namen nicht überliefert sind, werden sie zur Unterscheidung Qiao die ältere (chinesisch 大橋 / 大桥, Pinyin Dà Qiáo) und Qiao die jüngere (chinesisch 小橋 / 小桥, Pinyin Xiǎo Qiáo) genannt.
Die ältere Qiao-Schwester heiratet den Warlord Sun Ce und gebiert ihm eine Tochter, die später mit Lu Xun vermählt wird. Die jüngere Schwester heiratet Sun Ces Freund und Waffenbruder Zhou Yu, mit dem sie drei Kinder bekommt: Zhou Xun, Zhou Yin und Zhou Ying.
Im Roman benutzt der Stratege Zhuge Liang die Qiao-Schwestern außerdem dazu, um Zhou Yu zur Mobilmachung gegen Cao Cao zu bewegen. Er machte ihm weis, Cao Cao beabsichtige, die Qiao-Schwestern an sich zu bringen. Im Bündnis mit Zhuge Liang und Pang Tong bereitete Zhou Yu dann die Schlacht von Chibi vor.